# Jacopo Durandi
Jacopo Durandi (Santhià, 25 luglio 1739 – Torino, 28 ottobre 1817) è stato un giurista, drammaturgo e storico italiano.

## Biografia
Jacopo Durandi nacque in una famiglia abbiente: il padre era un notaio originario di Candelo, la madre Benedetta Rondolino da Cavaglià una donna interessata alla cultura e alle letture alle quali introdusse il figlio primogenito fin da piccolo. Il padre, vista la passione del giovane Jacopo per le opere di Pietro Metastasio fece costruire per il figlio un piccolo teatro dove fino ai 18 anni Jacopo intratteneva parenti ed amici con piccole opere teatrali (già a 12 anni compose il dramma Farnace). 
Studiò dapprima filosofia a Vercelli e dal 1756 teologia a Torino; poi, riconosciuta la scarsa propensione verso la vita ecclesiastica, iniziò a studiare giurisprudenza laureandosi con lode nel 1762. Iniziò il praticantato presso un giureconsulto e nel contempo si dedicò alla poesia e al teatro: nel 1759 aveva già pubblicato Arianna abbandonata, un idillio che aveva riscosso un notevole successo. 
Del 1766 è la pubblicazione delle Opere drammatiche con idilli, in quattro volumi, diverse vennero rappresentate al teatro Reale di Torino. Si appassionò al lavoro storiografico locale e sempre nel 1766 venne pubblicata il testo intitolato Dell'antica condizione del Vercellese e dell'antico Borgo di Santhiá.
Quando nel 1769 abbandonò l'abito chiericale ed entrò in magistratura presso il procuratore generale del re, da diverse direzioni gli arrivarono inviti a lasciar perdere teatro e poesia, considerati temi frivoli e poco idonei al ruolo e alla carriera di giurista. Dall'altro lato lo stesso Teatro Regio gli fece richiesta di nuove opere da rappresentare, anche in connessione con una breve interruzione del trentennale servizio come librettista principale del teatro da parte di Vittorio Amedeo Cigna-Santi. Durandi esordì dunque con un libretto, Ecuba, che fu messo in musica da Ignazio Celoniati e andò in scena il 14 gennaio 1769. Il suo più grande successo fu costituito comunque dal successivo "dramma eroico", Armida, tratto dalla Gerusalemme liberata di Torquato Tasso, che fu messo in musica da Pasquale Anfossi e rappresentato, sempre al Teatro Regio, il 27 gennaio 1770. Questo testo ebbe larga diffusione e risonanza europea: fu intonato successivamente da Vincenzo Manfredini (Bologna, 1770, poi ripreso anche a Verona, 1771), Antonio Sacchini (Milano, 1772, poi ripreso e rielaborato ripetutamente a Firenze, Piacenza, Londra, anche con il titolo di Rinaldo), Giuseppe Gazzaniga (Roma, 1773), Michele Mortellari (Modena, 1776, poi ripreso anche a Londra, 1786), e Niccolò Antonio Zingarelli (Roma, 1786, poi ripreso anche a Madrid, 1794). Il testo di Durandi costituì inoltre la base principale del libretto di autore non dichiarato, dal titolo di Rinaldo, che fu messo in musica a Venezia nel 1775 da Antonio Tozzi e che fu poi ripreso quasi integralmente da Haydn per la sua Armida del 1784.
Di minor rilievo si rivelarono invece i due libretti successivi, redatti entrambi per Torino: Berenice, messo in musica da Ignazio Platania (1730- ?) nel 1770 (e poi riutilizzato da Giacomo Rust a Parma nel 1786) e Annibale in Torino messo in musica prima da Giovanni Paisiello nel 1771 e poi da Zingarelli nel 1792. Con l'Annibale, l'attività librettistica di Durandi si interruppe, probabilmente in connessione con il rientro di Cigna-Santi e con la decisione di Durandi di dedicarsi unicamente, per il futuro, forse anche per motivi di salute, ai testi storici. Un brevissimo ritorno di fiamma librettistico potrebbe essersi avuto solo tra il 1809 e il 1810 con altri due testi, destinati anch'essi a quello che si chiamava ora "Imperial Teatro" di Torino: Elisabetta d'Inghilterra per Stefano Pavesi e Dario Istaspe per Giuseppe Nicolini.  Secondo Alberto Basso e Marie-Thérèse Bouquet-Boyer, tuttavia, l'attribuzione dei due libretti a Durandi deve considerarsi senz'altro fasulla.
Nel 1774 venne nominato sostituito procuratore generale, si distinse come feudista occupandosi di casi complessi e cause intricate, in questo periodo si limitò a scrivere alcuni elogi di personaggi dell'epoca e storici. Nel 1786 venne nominato magistrato della regia Camera dei Conti, in questo ruolo si distinse per la sua decisione di introdurre la lingua italiana negli atti giudiziari che fino a quel tempo erano redatti in latino.
Nel 1797 venne insignito della croce dell'Ordine dei Santi Maurizio e Lazzaro. Dal 1801 al 1814 si ritirò dall'attività di giurista e si dedicò completamente alla scrittura di testi storici. Nel venne nominato 1814 presidente della Regia Camera dei conti ruolo che mantenne per un breve periodo finché chiese di essere esonerato per motivi di salute avendo quasi del tutto perso la vista e in parte l'udito.
Fu socio della Reale Accademia delle Scienze di Torino, dell'Accademia Celtica di Parigi (oggi Société des Antiquaires de France) e di quella archeologica di Roma.
Morì a Torino nelle ore antelucane del 28 ottobre 1817, "dopo penosa malattia di petto", con il conforto del pronipote avvocato Gaetano Demarchi, di Vercelli

## Onorificenze
- Cavaliere e consigliere dell'Ordine dei Santi Maurizio e Lazzaro[13]

## Opere
- 1766 Dell'antica condizione del Vercellese e dell'antico Borgo di Santhiá
- 1768 Amore disarmato (poemetto in sei canti), Napoli 1768;
- 1769 Delle antiche città di Pedona, Caburro, Germanicia e dell'Augusta dei Vagienni
- 1769 Saggio della storia degli antichi popoli d'Italia
- 1772 Dell'antico stato d'Italia
- 1773 Del Collegio degli antichi cacciatori Pollentini in Piemonte, e della condizione dei cacciatori sotto i Romani
- 1784 Elogio d’Arrigo di Susa, cardinale, vescovo d'Ostia
- 1788 Opere drammatiche di un nuovo Metastasio (ediz. anonima)
- 1803/1804 Notizie dell'antico Piemonte, ossia delle marche di Torino e d'Ivrea, tre volumi
- 1806 Della popolazione d'Italia circa l'anno di Roma DXXVI
- 1809 Dell'origine del diritto regale della caccia
- 1810 Dell'antica contesa dei pastori di Val di Tanaro e di Val d'Arozia, e dei politici accidenti sopravvenuti
- 1810 Schiarimenti sopra la carta del Piemonte antico e dei secoli di mezzo
- 1811 Memorie sopra Enrico conte d'Asti e della occidentale Liguria, di poi duca del Friuli sotto Carlo Magno
- Ricerche sopra il diritto pubblico del Vercellese e della Lombardia in Miscellanea di storia italiana, XXV (pubblicato nel 1886)